# Barriga-verde

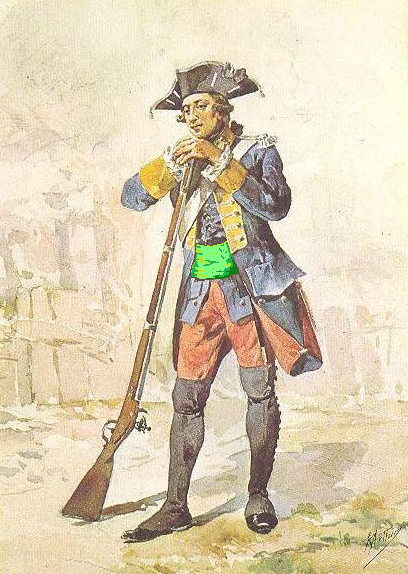
Uniforme de infantaria português de 1762 com a suposta faixa verde sobre a barriga. Aquarela de Ribeiro Artur.

Barriga-verde é um gentílico utilizado para designar os nascidos no estado brasileiro de Santa Catarina, normalmente referidos como catarinenses. Esta alcunha é motivo de orgulho para os habitantes, culminando na nomeação da sede do governo de Palácio Barriga Verde, além do monumento em homenagem aos Voluntários da Pátria, heróis barriga-verde na Guerra do Paraguai.
| “ | Se há porém apelido que tanto honre pelo de glorioso que encerra e com o qual muito se desvanecem os filhos de Santa Catarina, é sem dúvida alguma o de Barriga-Verde. | ” |

## Origem
A hipótese mais aceita da origem do termo vem do apelido dado pelos açorianos ao Regimento de Infantaria de Linha da ilha, quando o brigadeiro José da Silva Pais, primeiro governador da capitania de Santa Catarina, organizou-os no século XVIII. No uniforme os soldados usavam uma larga faixa verde, como um cinturão sobre a barriga.
"Assim foram alcunhados os legionários catarinenses, que, com uma faixa verde à cinta, à guisa de distintivo, marcharam para a Cisplatina com o mesmo denodo com que mais tarde seguiram para o Paraguai os seus descendentes." Padre Carlos Teschauer

### Controvérsias
O historiador Osvaldo Rodrigues Cabral contesta esta hipótese. Em uma de suas obras, publicou o resultado de suas pesquisas históricas sobre as milícias portuguesas para esclarecer o assunto, visto que se falava que entre uma dessas milícias deslocadas para o sul do Brasil, havia uma que portava uma faixa verde por debaixo do dólmã do fardamento, como um largo cinturão. Entretanto, Cabral não encontrou nada existente entre as várias gravuras de fardamentos que lhes foram enviadas de Portugal, não havendo, portanto, registro que estabelecesse a sua existência. Essa mesma assertiva da existência do tal batalhão catarinense continuou sendo contestada em seu livro Nossa Senhora do Desterro-Memória II:
"Da terra mesmo, como gente dela, foi formado um Batalhão, depois Regimento, o de Infantaria de Linha da Ilha de Santa Catarina, pelo Brigadeiro José da Silva Pais, com gente recrutada, está mais que visto, além de alguns elementos trazidos por ele do Rio de Janeiro.  Este Regimento tornou-se glorioso, e é o mesmo para o qual, mais tarde, se inventou a alcunha de barriga-verde (pela qual nunca foi conhecido no seu tempo)."
"Do açoriano recebeu também o barriga-verde, alcunha originária de um antigo regimento de milicianos catarinenses, cujos soldados usavam um colete verde. Este batalhão tornou-se célebre pela sua bravura nas campanhas do sul, durante, o primeiro império." Virgílio Várzea.
"Barriga-Verde foi primitivamente apelido só do regimento de linha de Santa Catarina, criado em 1739, como batalhão de artilheiros-fuzileiros de quatro companhias. O nome não proveio duma faixa, peça indumentária que naquele tempo não existia como parte do uniforme, senão do colete verde usado por aquela unidade militar." Padre Geraldo Pauwels.

## Lendas e outras histórias
Muitos escritores sem saberem a origem do nome e sem verificarem qualquer fonte, especularam sobre o termo, alguns de maneira inventiva e outros de maneira pejorativa.

### Na campanha contra Artigas
O escritor Gustavo Barroso, também faz referência aos catarinenses, chamando-os de “Barriga-Verde”, na guerra contra o General Artigas do Uruguai.
Um historiador uruguaio, entretanto, insere em uma de suas obras a seguinte versão pejorativa:
"Determinado batalhão de infantaria catarinense, combatendo as tropas do Ditador Artigas, foi cercado de tal maneira pelas tropas do tirano, num cerco prolongado, e os milicianos catarinenses na tentativa de furarem o cerco em busca de comida e água, rastejavam sobre a relva verde e húmida, ficando com a frente da farda verde pela clorofila das relvas, vindo daí a alcunha de Barriga verde."[carece de fontes?]

### Na Guerra do Paraguai
"Durante a campanha do Paraguai o Batalhão de Voluntários da Pátria organizado na Província da atual Santa Catarina recebeu a missão de resgatar a bandeira imperial de posse dos paraguaios. De todos que lutaram somente um soldado retornou gravemente ferido ao acampamento brasileiro. Veio a falecer pouco depois. Quando tiraram suas roupas para enterrá-lo observaram a bandeira envolta na sua barriga, por debaixo da farda. Missão cumprida! Daí a alcunha barriga verde."
Uma bela história, mas fictícia.
O Visconde de Taunay explica da seguinte forma:
"Aos soldados oriundos do litoral de Santa Catarina, por sua pele de cor branca e macilenta, meio esverdeada, talvez uma consequência da alimentação a base de peixes e crustáceos quase que exclusivamente, os soldados nordestinos, pretos, cafuzos, mulatos e caborés, na sua imensa maioria, alcunhavam de barrigas verdes, numa referência jocosa à cor da pele desses descendentes dos antigos imigrantes procedentes das ilhas portuguesas do Açores e da Madeira." 